# アンソニー・ホープ
アンソニー・ホープ（Anthony Hope, 1863年2月9日 - 1933年7月8日）は、イギリスの小説家、劇作家。本名アンソニー・ホープ・ホーキンス (Anthony Hope Hawkins)。冒険小説を中心に数多くの作品を著したが、広く読み継がれた作品は『ゼンダ城の虜』（1894年）とその続編『ヘンツォ伯爵』（1898年）に限られる。イギリス文学における「準古典」であるこの2作は、物語の舞台を架空の国家「ルリタニア王国」に定めており、ルリタニアン・ロマンスと呼ばれるジャンルを産んだ。『ゼンダ城の虜』は、ハリウッドで製作された同名の映画（1922年・1937年・1952年）をはじめ、さまざまな形に展開した。

## 初期の経歴と『ゼンダ城の虜』

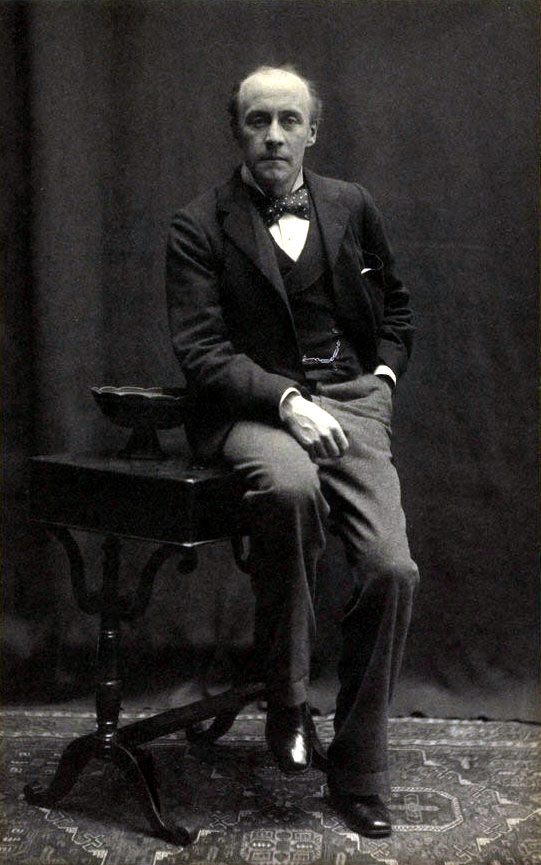

セント・ジョンズ・スクール、マールバラ・カレッジ、オックスフォード大学ベリオール・カレッジで学んだ。法廷弁護士を目指し、1887年、ミドル・テンプルによって認定を受けた。実習期間の指導にあたった後の首相ハーバート・ヘンリー・アスキスはホープを天性の弁護士と考えており、ホープが文筆の道に進むことを決めたことを惜しんでいる。
法曹時代のホープは仕事に長時間を拘束されておらず、また当時フリート・ストリートの聖ブライド教会の教区牧師であった寡夫の父と同居していたため、著述の時間があった。作品を掲載してくれる定期刊行物はあったが、本として形にするには自費出版によらざるをえなかった。こうして第一に出版されたのが A Man of Mark（1890年）である。この作品は架空の国家オーリータランド共和国を舞台とする政権争いをユーモアを交えて描いたもので、『ゼンダ城』の原形と見ることできる。その後も長短の小説を書き続けた。1891年には Father Stafford を出版し、1892年の Mr. Witt's Widow はそこそこの成功を収めた。1892年の総選挙にウィカム区の選出議員として自由党から立候補したが、落選した。1893年、3作の長編 (Sport Royal, A Change of Air, Half a Hero) と『ウェストミンスター・ガゼット』を初出とする続き物のスケッチを発表した。このスケッチは1894年に The Dolly Dialogues として1冊にまとめられ、挿絵をアーサー・ラッカムが担当した。Dolly は出世作となった。A・E・W・メイスンはこの作品における登場人物同士の言葉のやりとりを「今日のロンドンの風俗の真に迫っており、社会史家にとって無視すべからざるものである」と評価し、その筆致には「繊細な機智（と）悲嘆の影」があると述べた。
ホープが『ゼンダ城の虜、とある英国紳士の人生における三か月の経緯』のアイデアを思いついたのは1893年末にロンドンで散歩していたときだった。ホープはこの作品の初稿を1か月で書き上げ、翌年4月には出版にこぎつけた。物語の舞台としたヨーロッパの架空の王国「ルリタニア」は、その後「小説家、劇作家が近代を舞台とする宮廷ロマンスを描く際に用いる世界背景」を意味を持つようになる。『ゼンダ城』はたちまちにして成功をおさめ、機転に富むその主人公、快男児ルドルフ・ラッセンディルは広く知られる創作上の人物となった。『ゼンダ城』はメイスンの他、文芸批評家アンドリュー・ラングやロバート・ルイス・スティーヴンソンの賞賛を受けた。『ゼンダ城』が好評を博したことで、ホープは「将来に待っていたであろう法曹としての輝かしいキャリア」を捨て専業作家となることを決意したが、しかし「作家としてはこの一冊を超える成功をついにおさめることができなかった」。同じく1894年、政治の世界を物語の舞台にした The God in the Car を上梓した。

## 後半生
ホープはその生涯において32冊のフィクションを著し、多くのファンを獲得した。1896年、The Chronicles of Count Antonio を発表。続いて1897年にはギリシャのとある島を舞台にした冒険小説、Phroso を発表した。1897年に広報のためにアメリカに渡航しており、その間ホープに取材を試みたニューヨークタイムスの記者にルドルフ・ラッセンディル風の印象を残している。着なりのいいイギリス紳士、朗らかに笑い、軍人風の態度、真面目な顔でユーモアを飛ばし、「もの静かな、人好きのする人柄」で、隙のなさがうかがえたという。

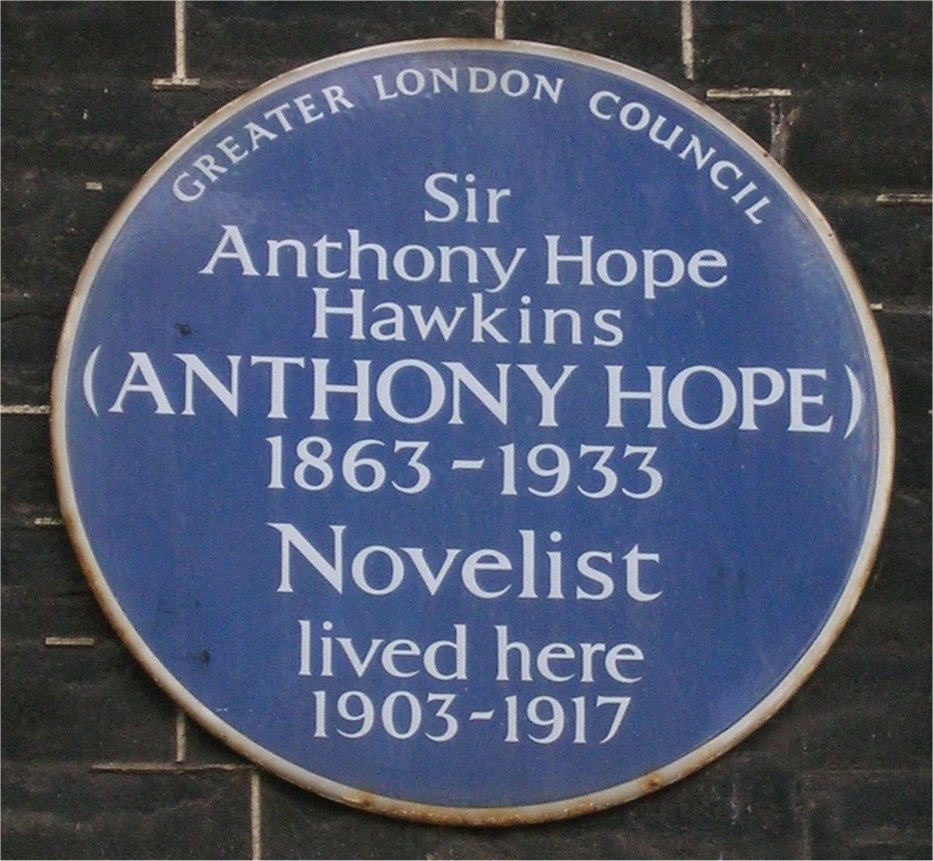
ブルー・プラーク（ロンドン、ベッドフォード・スクウェア）

1898年、Simon Dale を執筆。女優からチャールズ2世の寵姫となったネル・グウィンを扱った歴史小説である。English Nell の題で舞台化され、マリー・テンペストが主演している。ホープが書いた戯曲の一つ、The Adventure of Lady Ursula もまた1898年に公演された。この作品に続き、長編 The King's Mirror（1899年）を発表。ホープは自身の作品の中でもこの小説をもっともすぐれた作品の一つと考えていた。同じく1899年に Captain Dieppe を発表。1900年、Quisanté を著し、作家協会の役員に選ばれている。1901年に Tristram of Blent を、1902年に The Intrusions of Peggy を、1904年に Double Harness を執筆。続いて1905年に上梓した A Servant of the Public には芝居への思い入れが見られる。
1906年、Sophy of Kravonia を上梓。『ゼンダ城』に近い趣きを持つ長編小説であり『ウィンザー・マガジン』に連載された。ロジャー・ランセリン・グリーンはこの作品について特に厳しく批判している。とはいえこの物語は二度映画化された。Sofia De Kravonia という題名で1916年にイタリアで、1920年には Sophy of Kravonia or, The Virgin of Paris という題名でアメリカ合衆国で製作された。両映画ともディアナ・カレンが主演女優を務めている。
1907年、中短編の選集 Tales of Two People、長編 Helena's Path を発表。1910年、Second String を著し、続けて翌年にも Mrs. Maxon Protests を執筆した。
第一次世界大戦期には（ときに共著者として）数多くの戯曲と政治時評を書いており、その一部は情報省の後援を受けていた。晩年の作品に1919年の The Secret of the Tower と Beaumaroy Home from the Wars、1920年の Lucinda がある。ランセリン・グリーンはホープについて「第一級のアマチュア作家であったが、職業作家としては二級どころでしかなかった」と見極めている。
ホープは1903年にエリザベス・サマーヴィル（1885年または1886年-1946年）と結婚、男子を2人、女子を1人儲けた。第一次世界大戦の際の情宣活動への貢献を認められ、1918年にナイト・バチェラーを授与されている。自伝としては1927年に発表した Memories and Notes がある。隠棲していたサリー州ウォルトン=オン=ザ=ヒルで70歳の時に喉頭癌で死去した。ロンドンのベッドフォード・スクウェアにある旧宅にはブルー・プラークが掲げられている。

## 著作
- A Man of Mark, 1890.
- Father Stafford,1891.
- Mr. Witt’s Widow: A Frivolous Tale, 1892.
- A Change of Air, 1893.
- Half a Hero, 1893.
- Sport Royal and other stories, 1893.
- The Dolly Dialogues, 1894.
- The God in the Car, 1894.
- The Indiscretion of the Duchess: being a story concerning two ladies, a nobleman, and a necklace, 1894.
- The Prisoner of Zenda: being the history of three months in the life of an English gentleman, 1894.
- The Chronicles of Count Antonio, 1895.
- Comedies of Courtship, 1896.
- The Heart of Princess Osra, 1896.
- Phroso: A Romance, 1897.
- Rupert of Hentzau: being the sequel to a story by the same writer entitled the Prisoner of Zenda, 1898.
- Simon Dale, 1898.
- The King’s Mirror, 1899.
- Quisanté, 1900.
- Tristram of Blent: an episode in the story of an ancient house, 1901.
- The Intrusions of Peggy, 1902.
- Double Harness, 1904.
- A Servant of the Public, 1905.
- Sophy of Kravonia, 1906.
- Tales of Two People, 1907.
- The Great Miss Driver, 1908.
- Dialogue, 1909.
- Second String, 1910.
- Mrs. Maxon Protests, 1911.
- The New (German) Testament: some texts and a commentary, 1914.
- Militarism, German and British, 1915.
- A Young Man’s Year, 1915.
- Why Italy is with the Allies, 1917.
- Captain Dieppe, 1918.
- Beaumaroy Home from the Wars,  1919.
- Lucinda, 1920.
- Little Tiger: A Novel, 1925.
- Memories and Notes, 1927.